# Petrolejová lampa

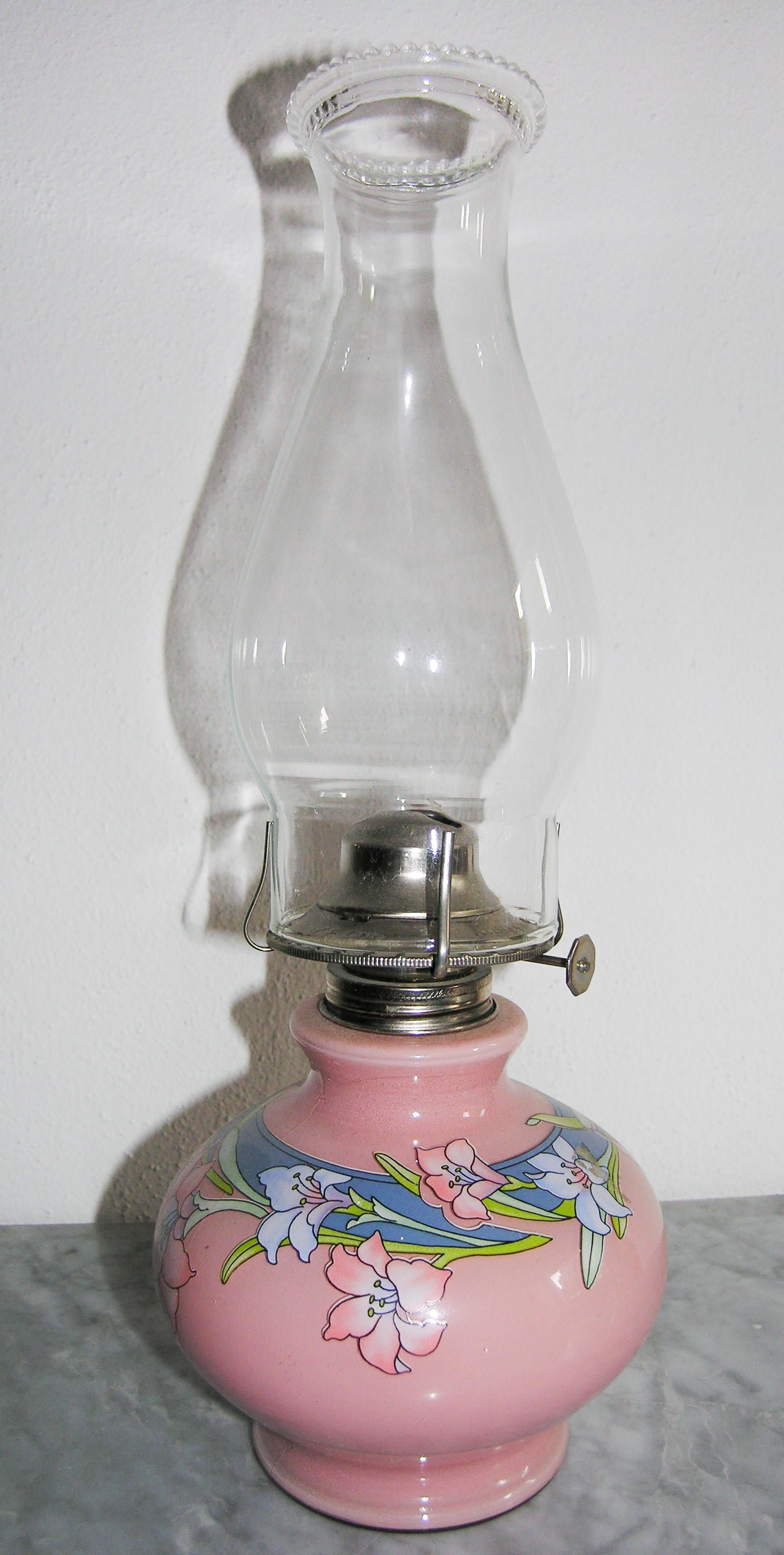
Stolní petrolejová lampa

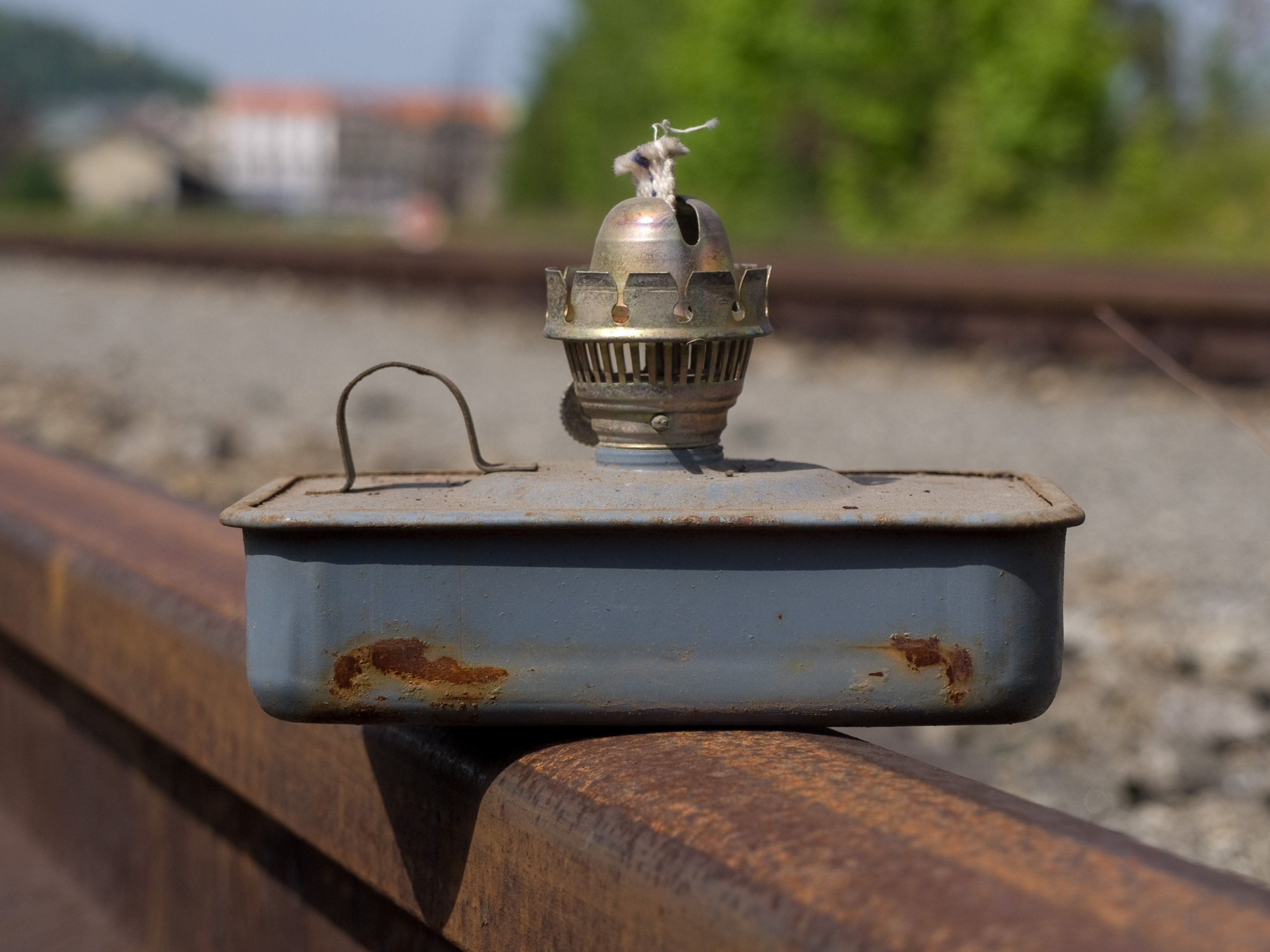
Petrolejová lampa používaná k osvětlení ručního výměníku výhybky

Petrolejová lampa nebo zkráceně petrolejka je jednoduché osvětlovací těleso resp. zdroj světla, který osvětluje plamenem hořícího petroleje. Chemická energie vázaná v palivu, petroleji, je hořením resp. oxidací uvolňována a je přeměňována na tepelnou a světelnou energii. Plamen obsahuje velké množství uhlíkových částic. Tyto rozžhavené částice jsou zdrojem světla. Čím je povrch plamene větší, tím intenzivnější je vydávané světlo (při stejné spotřebě petroleje). Proto je knotová lampa konstruovaná tak, aby plamen byl tenký, plochý a široký. Vysoký skleněný cylindr tvoří jakýsi komín, který vytváří silný tah. Uvnitř lampy vzniká podtlak, díky kterému se spodem ke knotu přisává velké množství atmosférického vzduchu. Vzduch vedený plechovým výliskem s oválným otvorem uprostřed tvaruje a rozdmýchává plamen. Tím zvyšuje jeho teplotu a zvyšuje svítivost lampy. Bez tohoto uspořádání by lampa svítila jen málo a silně čadila.
Za vynálezce petrolejové lampy je považován polský chemik a průkopník zpracování nafty Ignacy Łukasiewicz.
Petrolejka se skládá z nádrže na petrolej, knotu, skleněného cylindru, případně dalších pomocných ochranných, upevňovacích nebo okrasných částí. Petrolejky určené k zavěšení na zeď mají obvykle pomocné zrcátko, které odráží zpět do místnosti jinak nepoužitelné světlo.
Celoskleněná lampa je určená především do místnosti, protože je poměrně choulostivá na průvan. Ve větru plamen kolísá a zháší. Při každém zapálení je zapotřebí sejmout skleněný cylindr a po zapálení ho opět nasazovat. Lampa je technicky a výrobně jednoduchá, každodenní obsluha se tím však komplikuje. Také teplota spalin vystupujících z horní části skleněného cylindru je velmi vysoká, proto nelze lampy tohoto typu zavěšovat pod hořlavý strop nebo na trámy. Aby se neznečistil vylíčený strop, upevňoval se v minulosti kouskem drátu nad ústí skleněného cylindru kotouček vystřižený ze slídy. Slídová "stříška" snižovala žár a zachycovala saze. Nevýhodou bylo, že petrolej má pronikavý pach, pokud při dolévání ukápl, byl dlouho cítit.
U vozových petrolejových lamp (typ lucerna), které jsou určeny pro zavěšení doprostřed místnosti či pod vůz tažený zvířetem (tedy pod povoz) se zrcátko nepoužívá vůbec, tyto petrolejové lampy se stále běžně prodávají.
Menší typy vydrží na jedno naplnění svítit průměrně 22 hodin, větší například Meva-865 svítí o trochu jasněji, ale vydrží v průměru jen 18 hodin. Obě mají nádržku na 0,32 litru petroleje. Jedna standardně prodávaná plechovka petroleje o objemu 0,7 litru pak představuje zásobu světla průměrně na 40 hodin. Doba svitu záleží samozřejmě na seřízení plamene. Doporučená výška plamene je v rozmezí od 15 do 35 mm. Spaliny nad plechovým komínkem nedosahují příliš vysoké teploty, takže lampu lze zavěsit i pod dřevěný strop, či na trám. Vzduch přiváděný ke knotu je nasáván nahoře v blízkosti horkého komínku - takže tento typ lampy využívá určitý způsob rekuperace, díky které má o něco menší spotřebu paliva. Plechová lampa je také dostatečně stabilní. Může svítit ve větru a v dešti. Cylindr je zpravidla chráněný jednoduchým drátěným košíkem. Pro její zapálení stačí páčkou nadzdvihnout cylindr – což je velmi pohodlné.
V petrolejových lampách se používají tkané bavlněné knoty různé šířky. Jde o „spotřební materiál“, který je vhodné mít uschovaný v zásobě. Jejich rozměry jsou už několik desítek let normalizované. Protože knoty nelze podélně rozstřihnout aniž by se rozpadly, je nezbytné použít vždy knot předepsaného rozměru. Pro lampy stolní, nástěnné, železniční a lucerny Meva-865 se používá knot šířky 15 mm. Lucerna Meva-864 má knot šířky 12 mm. Oba rozměry jsou běžně v prodeji.
K rozšíření petrolejových lamp došlo až po roce 1859 po objevení prvních ložisek nafty v Pensylvánii (předtím převládaly lampy na velrybí tuk), jejich užívání pak pokračovalo do první poloviny 20. století, ale coby nouzový zdroj světla nebo zdroj světla v místech bez elektrorozvodné sítě se užívá dodnes. Petrolejky mohou být konstruovány také jako tlakové, ty pracují na podobném principu na jakém fungují tlakové petrolejové vařiče (či obecně vařiče na kapalná paliva).

## Petrolejová lampa tlaková
Petrolejové lampy mohou být také konstruovány jako tlakové lampy, kde místo knotu hoří petrolejové páry, ohřívající osvětlovací punčošku. Jedná se o princip podobný tlakovému petrolejovému vařiči, či plynové lampě.
U tohoto typu lampy se po naplnění petrolejem nádrž hermeticky uzavře a pomocí malé ruční pumpičky natlakuje vzduchem. Vzduch pak vytlačuje petrolej do horké trubky výparníku, kde petrolej vře. Jeho páry unikají malou tryskou do směšovače, kde se mísí s atmosférickým vzduchem. Tato vysoce hořlavá směs se následně v rekuperátoru (kolénku) umístěném v prostoru komínku lampy předehřívá (zplodinami odcházejícími z lampy) a již horká se přivádí do hlavice keramického hořáku. V hořáku směs vzduchu a petrolejových par hoří. Teplota plamene je velmi vysoká, spalování dokonalé, efektivní, avšak plamen neobsahuje volné částice uhlíku a proto je nesvítivý. Teprve od velmi horkého plamene je rozehřívána žárová punčoška, která svým povrchem vydává velmi silné světlo (obdobně jako vlákno žárovky).
Punčoška se vyrábí z hedvábí (dříve s příměsí azbestu) nasyceného sloučeninami vzácných zemin, především thoria a yttria. Před prvním použitím se nově nainstalovaná punčoška sirkou zapálí, nechá vydoutnat a shořet. To, co po ní zbude je vlastně jen jakási malá křehká kostra z vypáleného žáruvzdorného popela. A právě tato síťovina vydává v tlakové lampě světlo. Punčoška vydrží v lampě poměrně dlouho. Při denním provozu i několik měsíců, při víkendovém užití klidně rok. Více než samotné svícení jí vadí otřesy při přepravě lampy, při příliš intenzivním pumpování či neopatrném zapalování. Je vždy zapotřebí mít v rezervě jednu punčošku náhradní, protože když se časem zkřehlá a vypálená punčoška protrhne, musí se ihned nahradit novou. Jinak by plamen vyšlehující otvorem v punčošce poškodil sklo lampy. Punčošky jsou "spotřební materiál".
Lampy tohoto typu se vyrábějí už sto let. Jejich světlo je oslnivě bílé, u větších typů srovnatelné s výkonem čtyřsetwattové žárovky. Tlakovou lampu nelze rozsvítit ihned, její systém je zapotřebí nejprve předehřát buď zapálením trošky denaturovaného lihu nalitého na malou misku pod výparníkem nebo vestavěným rychlopředehřívačem, se kterým trvá start necelou minutu. Nejčastěji vyráběný typ tlakových lamp (odvozený od konstrukce Petromax) má svítivost 500 Cd, výšku 40 cm, nádrž o objemu 1 litr a na jedno naplnění vydrží svítit průměrně 8 hodin.

## Použití petrolejových lamp

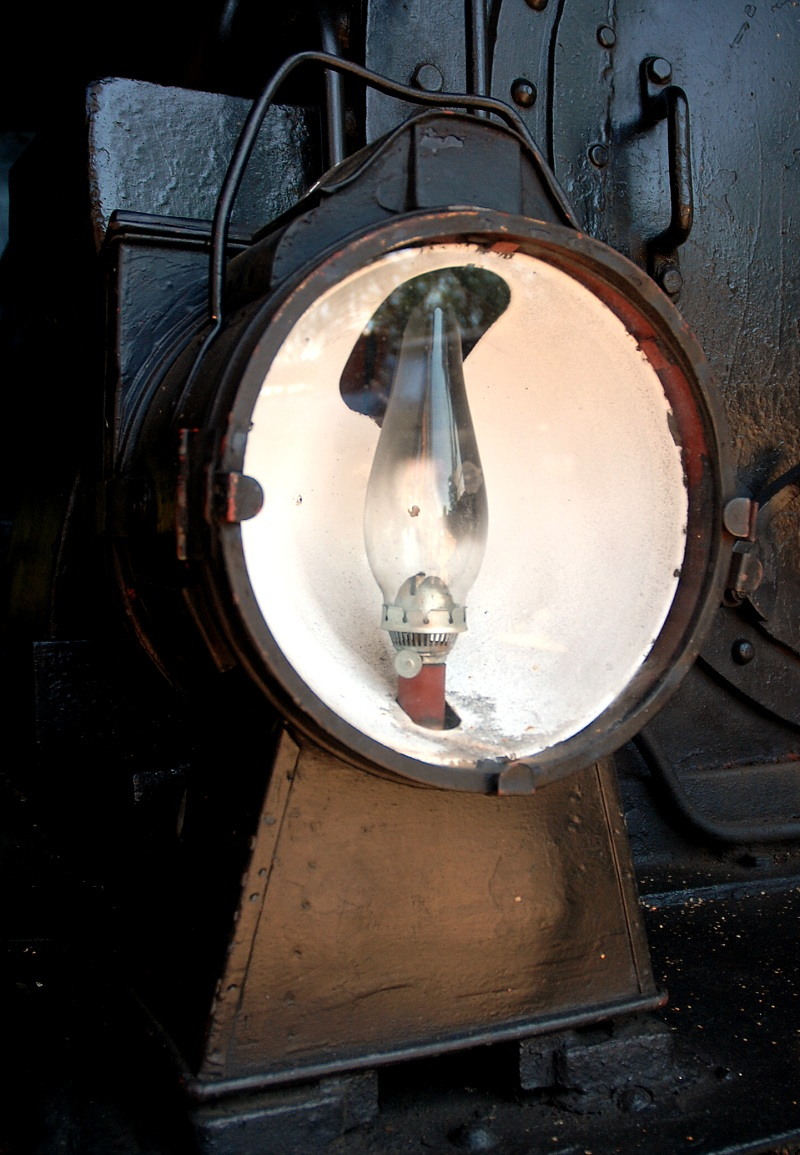
Petrolejová lampa na lokomotivě

- Petrolejové lampy, ať už klasické či tlakové, se dodnes používají v místech, kde není zavedeno elektrické napájení z veřejné elektrorozvodné sítě, například na letních táborech mládeže (stejně jako svíčky)
- S petrolejovými lampami se ještě i dnes lze běžně setkat na hřbitovech, kde slouží jako hřbitovní světélka na náhrobcích pro vzpomínku na zemřelé osoby
- Petrolejové lampy byly v dřívějších dobách mnohem rozšířenější než je tomu dnes. Až do zavedení plynového a elektrického osvětlování tato zařízení mnoho desítek let sloužila (vedle acetylénových a olejových lamp) v průmyslu, dopravě i jinde.
- V případě použití petrolejové lampy jako nouzového zdroje světla se nedoporučuje používat celoskleněné typy, ať už stolní nebo nástěnné se zrcadlem. Z knotových petrolejových lamp jsou jako záložní zdroj světla v krizových situacích nebo pro outdoorové aktivity použitelné prakticky pouze odolné plechové typy.